# Malešići (samhälle i Bosnien och Hercegovina, lat 44,74, long 18,27)
Malešići är ett samhälle i Bosnien och Hercegovina.   Det ligger i entiteten Federationen Bosnien och Hercegovina, i den centrala delen av landet, 100 km norr om huvudstaden Sarajevo. Malešići ligger 382 meter över havet och antalet invånare är 3 764.
Terrängen runt Malešići är lite kuperad. Runt Malešići är det ganska tätbefolkat, med 93 invånare per kvadratkilometer.. Närmaste större samhälle är Gračanica, 4,9 km sydost om Malešići. 
Trakten runt Malešići består till största delen av jordbruksmark.